# Nick Blankenburg
Nicholas "Nick" Blankenburg, född 12 maj 1998, är en amerikansk professionell ishockeyback som spelar för Columbus Blue Jackets i National Hockey League (NHL). Han har tidigare spelat för Michigan Wolverines i National Collegiate Athletic Association (NCAA).
Blankenburg blev aldrig NHL-draftad.

## Statistik
| 2011–2012   | Little Caesars AAA U13 | HPHL        | 20  | 5  | 7  | 12 | 20 | 2  | 1 | 2 | 3  | 0  |
| 2012–2013   | Little Caesars AAA U14 | HPHL        | 23  | 7  | 3  | 10 | 4  | —  | — | — | —  | —  |
| 2013–2014   | Romeo Bulldogs         |             | 28  | 16 | 11 | 27 | 30 | —  | — | — | —  | —  |
| 2014–2015   | Romeo Bulldogs         |             | 30  | 35 | 32 | 67 | 30 | —  | — | — | —  | —  |
|             | Roswell Bulldogs       | USPHL       | 3   | 0  | 1  | 1  | 6  | —  | — | — | —  | —  |
| 2015–2016   | Romeo Bulldogs         |             | 30  | 35 | 32 | 67 | 30 | —  | — | — | —  | —  |
|             | MDHL Blue              | MDHL        | 8   | 7  | 3  | 10 | 2  | —  | — | — | —  | —  |
| 2016–2017   | Victory Honda AAA U18  | T1EHL       | 32  | 10 | 18 | 28 | 40 | 5  | 1 | 0 | 1  | 2  |
| 2017–2018   | Okotoks Oilers         | AJHL        | 57  | 16 | 26 | 42 | 65 | 15 | 6 | 6 | 12 | 10 |
| 2018–2019   | Michigan Wolverines    | NCAA        | 34  | 2  | 8  | 10 | 12 | —  | — | — | —  | —  |
| 2019–2020   | Michigan Wolverines    | NCAA        | 35  | 4  | 12 | 16 | 14 | —  | — | — | —  | —  |
| 2020–2021   | Michigan Wolverines    | NCAA        | 26  | 5  | 8  | 13 | 14 | —  | — | — | —  | —  |
| 2021–2022   | Columbus Blue Jackets  | NHL         | 1   | 0  | 1  | 1  | 0  | —  | — | — | —  | —  |
|             | Michigan Wolverines    | NCAA        | 38  | 14 | 15 | 29 | 22 | —  | — | — | —  | —  |
| NHL totalt  | NHL totalt             | NHL totalt  | 1   | 0  | 1  | 1  | 0  | —  | — | — | —  | —  |
| NCAA totalt | NCAA totalt            | NCAA totalt | 133 | 25 | 43 | 68 | 62 | —  | — | — | —  | —  |